# Polychalca punctatissima
Polychalca punctatisima là một loài bọ cánh cứng trong họ Chrysomelidae. Loài này được Wolf miêu tả khoa học năm 1818.

## Hình ảnh

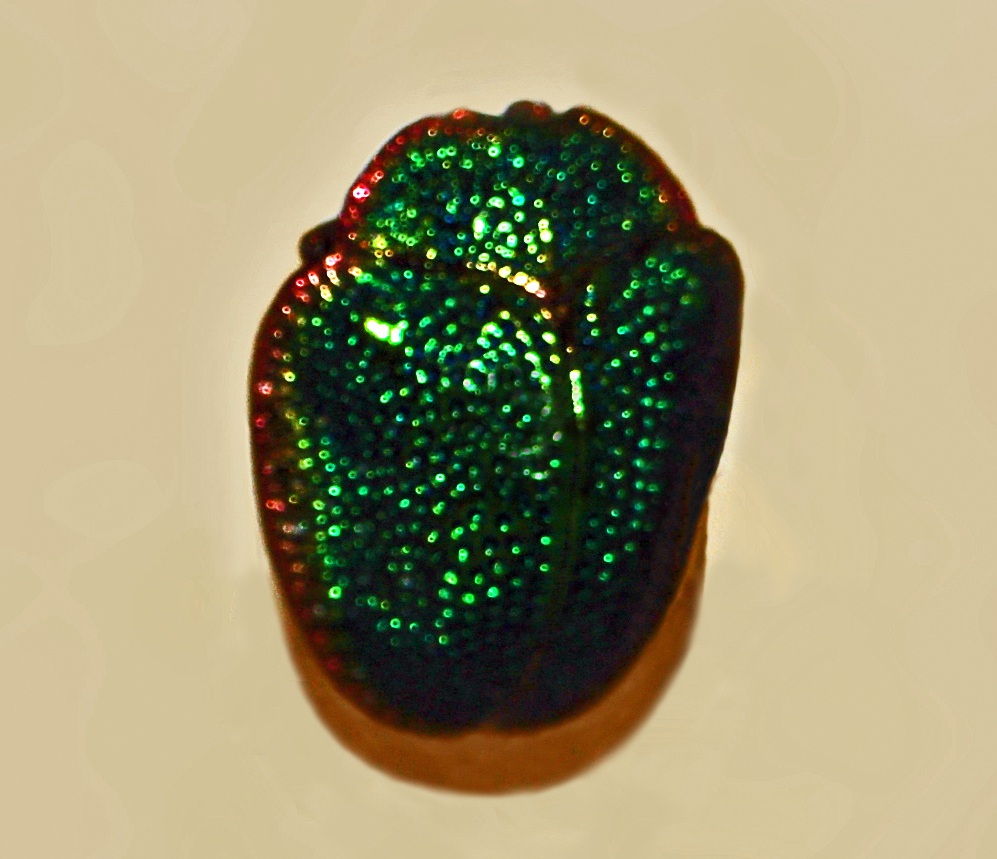